# Estación de Requena-Utiel
Requena-Utiel es una estación de alta velocidad de Adif situada en la Línea de alta velocidad Madrid-Levante, entre las poblaciones de Utiel y Requena a la altura de San Antonio de Requena . Es la única estación de la LAV entre las ciudades de Cuenca y Valencia.

## Historia
Su apertura al uso comercial se produjo a fines de 2010 conjuntamente con la apertura de la Línea de Alta Velocidad en la que se sítua, que comunica Madrid,  Cuenca y Valencia.
Desde el 30 de octubre hasta el 13 de noviembre de 2024, a consecuencia de las graves inundaciones acontecidas en la provincia de Valencia, los servicios ferroviarios de esta estación quedaron suspendidos, ya que la riada provocó importantes daños en la infraestructura de la línea de alta velocidad Madrid-Levante.

## Características
Se accede por la salida 285 de la autovía del Este (A-3) o por la carretera N-3.
El edificio de la estación dispone de una superficie en planta de unos 1200 metros cuadrados, desarrollados en una sola planta de 62 metros de largo por 20 de ancho. Está formado por tres volúmenes de diferentes alturas conectados entre sí, donde se sitúa el vestíbulo, el espacio de venta de billetes, las dependencias de personal y los aseos, entre otras dependencias.
La nueva estación es "respetuosa con el medio ambiente" por lo que cuenta con paneles solares para la producción de agua caliente sanitaria y paneles foto voltaicos para la captación de energía solar y su transformación en energía eléctrica.
La estación tiene dos andenes de 400 metros de longitud útil y ocho metros de anchura, dotados de marquesinas de protección.

## Críticas
La estación apenas tiene 40 usuarios al día, por lo que la inversión de 12,5 millones de euros que ha supuesto la construcción de la estación es difícilmente justificable.

## Servicios ferroviarios

### Largo Recorrido
Algunos de los servicios AVE y Avlo Madrid-Valencia y viceversa cuentan con parada en esta estación.
Durante el último año 2014, se produjo una cifra de movimiento de 7200 viajeros en la Estación de Requena-Utiel.

### Media Distancia
Cuenta con servicios Avant hacia Valencia. 
Se ha propuesto en numerosas ocasiones una conexión con Albacete. La única opción pasaría por la creación de un baipás en el municipio conquense de Motilla del Palancar para facilitar la conexión con la estación de Albacete-Los Llanos y crear un servicio Avant  Valencia <> Requena-Utiel <> Albacete.